# Isaku Yanaihara
Isaku Yanaihara (矢内原 伊作, Yanaihara Isaku), né dans la préfecture d'Ehime le 2 mai 1918 et mort le 16 août 1989 à Tokyo, est un philosophe et critique d'art japonais.

## Biographie
Né dans la préfecture d'Ehime en 1918, il est le fils aîné de Tadao Yanaihara (en) (矢内原 忠雄). Il a été nommé Isaac d'après la Bible. Après avoir obtenu son diplôme de l'Université préfectorale de Tokyo, et étudié au lycée Daiichi, il est diplômé de la Faculté des lettres de l'Université impériale de Kyoto en 1941.
Démobilisé, il est attiré par Sartre et Camus et étudie la philosophie dans une position existentialiste. Il est également très intéressé par les arts du moulage, a une amitié étroite avec le sculpteur Giacometti après un voyage en France et réalise de nombreux portraits et bustes. En 1948, il co-fonde la revue littéraire Dō jidai (同時代, litt. « Contemporain ») avec Eiji Usami et publie de nombreux essais, dont un dialogue avec l'atelier de Giacometti.
En 1969, il a reçu le prix Mainichi de la culture pour Avec Giacometti.

## Œuvres traduites en français
- Avec Giacometti  (trad. V. Perrin), Paris, Allia, (1969) 2014, 224 p. (ISBN 978-2-84485-922-8)
- Dialogues avec Giacometti  (trad. V. Perrin), Paris, Allia, (1969) 2015, 112 p. (ISBN 979-10-304-0044-1)